# 邱煌
邱煌，字南暉，號叔山，贵州畢節人，清朝政治人物、進士出身。

## 生平
嘉慶十年（1805年）乙丑科進士，二甲五十八名，改翰林院庶吉士，散館授編修，官至湖北糧道。